# 30018 Loemele
A 30018 Loemele (ideiglenes jelöléssel (30018) 2000 CX101) a Naprendszer kisbolygóövében található aszteroida. Thierry Pauwels fedezte fel 2000. február 14-én.

## Kapcsolódó szócikk
- Kisbolygók listája (30001–30500)